# Haus am Kleistpark

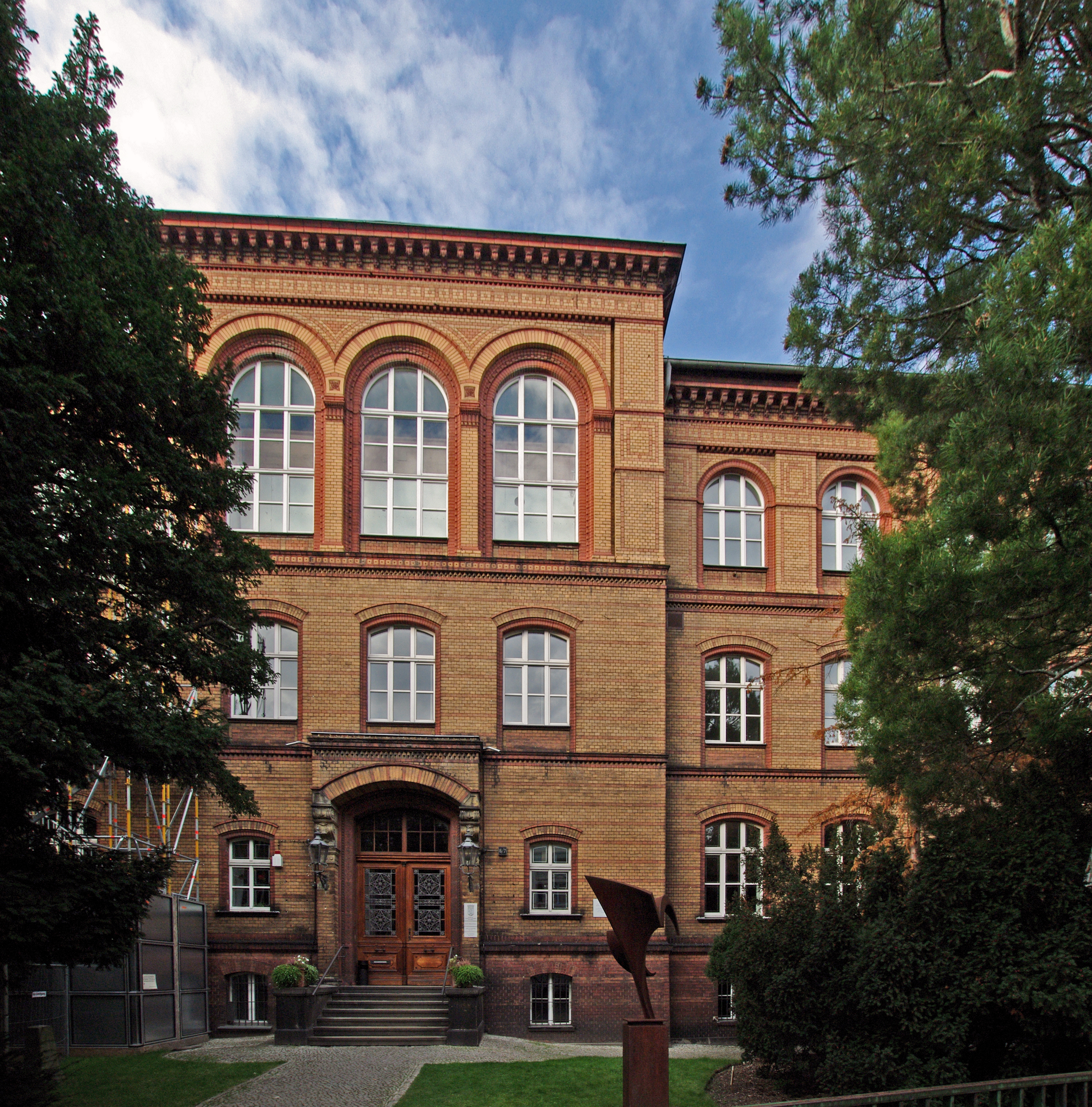
Haus am Kleistpark in Berlin

Das Haus am Kleistpark ist ein denkmalgeschütztes Gebäude in der Grunewaldstraße 6/7 im Berliner Ortsteil Schöneberg, das 1880 als Königlich Botanisches Museum im Zusammenhang mit dem damaligen benachbarten Botanischen Garten eröffnet wurde. Nach der Verlegung des Botanischen Gartens nach Lichterfelde im Jahr 1903 nutzten verschiedene staatliche Stellen das Museum. Seit Ende der 1960er ist es Sitz der Kommunalen Galerie Tempelhof-Schöneberg sowie der kommunalen Leo Kestenberg Musikschule.

## Geschichte
Die Architekten Fritz Zastrau, Eduard Haeseke und Moritz Hellweg planten das Botanische Museum auf den Grundstücken Grunewaldstraße 6/7, deren Eigentümer die Stadt Berlin (= Fiskus) war. Sie leiteten auch die Bauarbeiten. Das Museum diente nach der Einweihung lange Zeit als Ausstellungsgebäude (Herbarium) für „Gegenstände aus dem Pflanzenreiche […], welche sowohl ein wissenschaftliches wie durch ihre praktische Anwendung ein allgemeines Interesse gewähren. […]“ Im Haus gab es eine Dienstwohnung für den Museumsdiener.
Nach dem Wegzug des Botanischen Gartens aus Berlin im Jahr 1903 wurde das Bauwerk von folgenden Magistratsbehörden genutzt: Auskunftstelle für höheres Unterrichtswesen, Bauverwaltung des Königl. Kämmereiger(ichts), Bibliothek für das höhere Unterrichtswesen, und ein Baubote sowie ein Tanzlehrer waren als Bewohner gemeldet.
Um 1917 hatten das Bauamt für den Neubau der Königlichen Kunstschule (die auf dem Nachbargrundstück errichtet wurde), das Königliche Hochbauamt II, das Neubauamt für die Königl. Augustaschule, die Gesellschaft für deutsche Erziehungs- und Schulgeschichte, die Preußische Auskunftstelle für Schulwesen, das Zentralinstitut für Erziehung und Unterricht sowie die Staatliche Stelle für Naturdenkmalpflege in Preußen ihren Sitz in dem Haus. Letztere erließ unter anderem die ersten Naturschutzbestimmungen in Preußen.
Mitte der 1920er Jahre gibt das Berliner Adressbuch folgende Nutzer in dem Haus Grunewaldstraße 6/7 an: 30. Städtische Volksbücherei, Brandenburgische Provinzialkommission für Naturdenkmalpflege, Deutscher Bund Heimatschutz, Gesellschaft für Erziehungs- und Schulgeschichte, Preußische Auskunftstelle für Schulwesen, Staatliche Stelle für Naturdenkmalpflege in Preußen, Volksbund für Naturschutz – und ein Heizer hatte seine Dienstwohnung in dem Gebäude.
Aus den verschiedenen Naturdenkmalpflegestellen wurde in der Zeit des Nationalsozialismus die Reichsstelle für Naturschutz, und aus den Schuleinrichtungen entstanden die Reichsgeschäftsstelle für die Herausgabe von Volksschullesebüchern sowie die Reichsstelle für das Schulwesen.
Kurz vor Ende des Zweiten Weltkriegs zerstörte ein alliierter Luftangriff den Nordostflügel des Hauses, der abgetragen und nicht wieder aufgebaut wurde.
Mit dem Neubeginn in Berlin als Viersektorenstadt etablierte sich im Museumsbau die Hauptstelle für Erziehungs- und Schulwesen, dann auch die Volkshochschule Schöneberg. Ab 1967 richtete sich hier das Kunstamt Schöneberg mit dem Heimatmuseum ein. Aus dem Heimatmuseum wurde schließlich eine der größten kommunalen Galerien Berlins, und das Bauwerk bekam den offiziellen Namen Haus am Kleistpark (HaK), während das Heimatmuseum 1994 als Schöneberg Museum an die Hauptstraße umzog. Zugleich mit dem Kunstamt zog die kommunale Musikschule in die Räume am Kleistpark, womit das Haus zu einem Ort der Kultur mit Angeboten wie Kunstausstellungen, Lesungen und Konzerten wurde.
So blieb es auch nach dem Mauerfall.

## Nutzung im 21. Jahrhundert
Dem Haus am Kleistpark sind zwei weitere Standorte angegliedert: Haus am Kleistpark Projektraum und die Galerie im Tempelhof-Museum in Alt-Mariendorf 43. Ihre Aufgaben als kommunale Galerien sind die kulturelle Stadtteilentwicklung, die Förderung von Künstlern und die Basisarbeit für den Kunstsektor. Sie stellen unterschiedliche Werke zeitgenössischer Künstler aus. Dabei liegt ein besonderer Fokus auf der Förderung der künstlerischen Fotografie. Fotografen wie Robert Capa und Martha Rosler stellten hier erfolgreich aus.
Das Haus am Kleistpark vergibt jährlich den mit 5000 Euro dotierten „Kunstpreis des Haus am Kleistpark“. Nominiert werden Arbeiten aus allen Bereichen der bildenden Kunst: Fotografie, Konzeptkunst, Malerei, Skulptur, Video und Zeichnung. Die nominierten Arbeiten werden in der Galerie ausgestellt.
 Ausstellungen (Auswahl) 
- 2014: Zohar Fraiman – Devils and Brides
- 2016: Arwed Messner und Annett Gröschner – Mauer/Wall // Macht/Power [4]
- 2017: In den Raum zeichnen. umreißen, verdichten, spuren [4]
- 2022: Fotos von Anne Schönharting – Habitat [12]

## Architektur
Das gesamte Bauwerk folgt dem klassizistisch-historistischen Baustil. Die Backsteinfassaden sind unverputzt und sparsam mit Lisenen, Simsen und andersfarbigen Ziegeln abgesetzt. Leicht geschwungene Bogenfenster gehören zum Erdgeschoss und zur ersten Etage. Der Hauptsaal des ehemaligen Herbariums befindet sich im obersten Geschoss des Mittelrisalits, der durch Bögen und passende Sprossenfenster geschmückt ist.
Eine Vorhalle empfängt die Besucher, in die oberen Stockwerke führt eine eiserne Treppe mit Marmorstiegen. An den Wänden dieser Treppe sind Reste einer ursprünglichen Bemalung erhalten. Außer dem genannten Hauptsaal gibt es noch zwei Arbeitszimmer und zwei große, mit Galerien versehene Säle.